# ولی‌آباد (مشگین‌شهر)
ولی‌آباد روستایی است که در استان اردبیل، شهرستان مشگین‌شهر، بخش مرکزی، دهستان دشت قرار دارد.

## جمعیت
بر اساس سرشماری سال ۱۳۸۵ جمعیت این روستا ۲۲۳ نفر با ۴۶ خانوار بوده‌است.